# Holzbrücke Sempach
Die Holzbrücke Sempach ist eine gedeckte Holzbrücke über die Grosse Aa im Schweizer Kanton Luzern. Sie befindet sich auf dem TCS Campingplatz Sempach auf dem Gebiet des Städtchens Sempach. Die Brücke liegt 100 m vom Ufer des Sempachersees.

## Bauwerk
Gemäss der Denkmalpflege wurde die Holzbrücke Ende des 19. Jahrhunderts gebaut. Der Stadtarchivar schätzt den Bau der Brücke in den ausgehenden 1830er-, beginnenden 1840er-Jahren. Das Bauwerk wurde 1990/91 umfassend saniert.
Farbige Wappenschilde vom Kanton Luzern und der Gemeinde Sempach schmücken das nordöstliche Brückenportal. Über beiden Portalen sind dekorative Leuchten angebracht. Integrierte Sitzbänke aus Holz befinden sich beidseitig der Fahrbahn.

## Nutzung
Die Strassen- und Fussgängerbrücke dient Gästen des Campingplatzes Sempach. Die signalisierte Höchstgeschwindigkeit ist 10 km/h.

## Erhaltenswertes Objekt
Die Brücke figuriert im Luzerner Bauinventar unter den erhaltenswerten Objekten. Die einzig verbliebene Holzbrücke in der Gemeinde Sempach ist als Zeugnis der Erschliessung von Landgütern, die durch die Seeabsenkung gewonnen wurde, von lokalgeschichtlichem Wert.

## Galerie

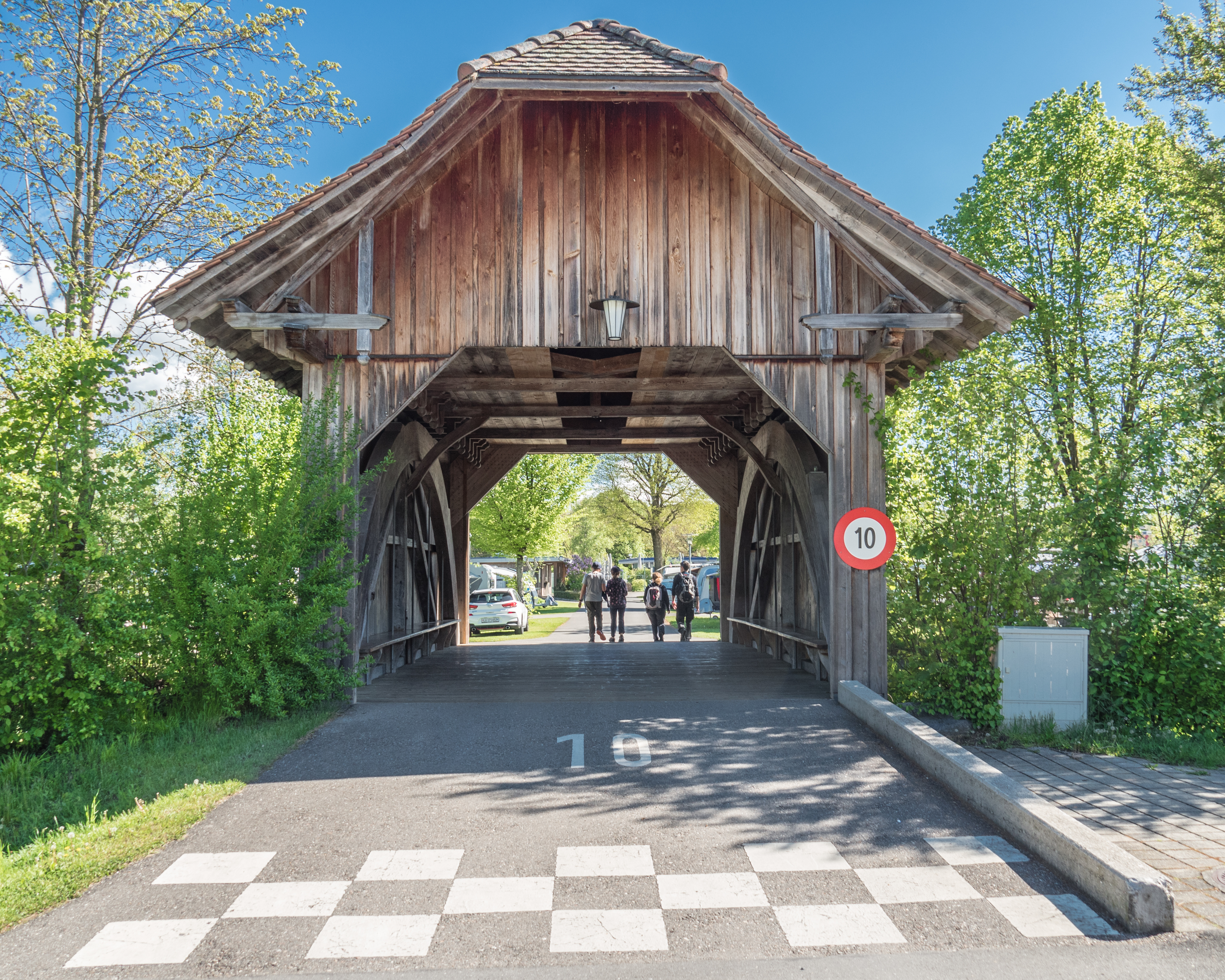
Südwestliches Brückenportal
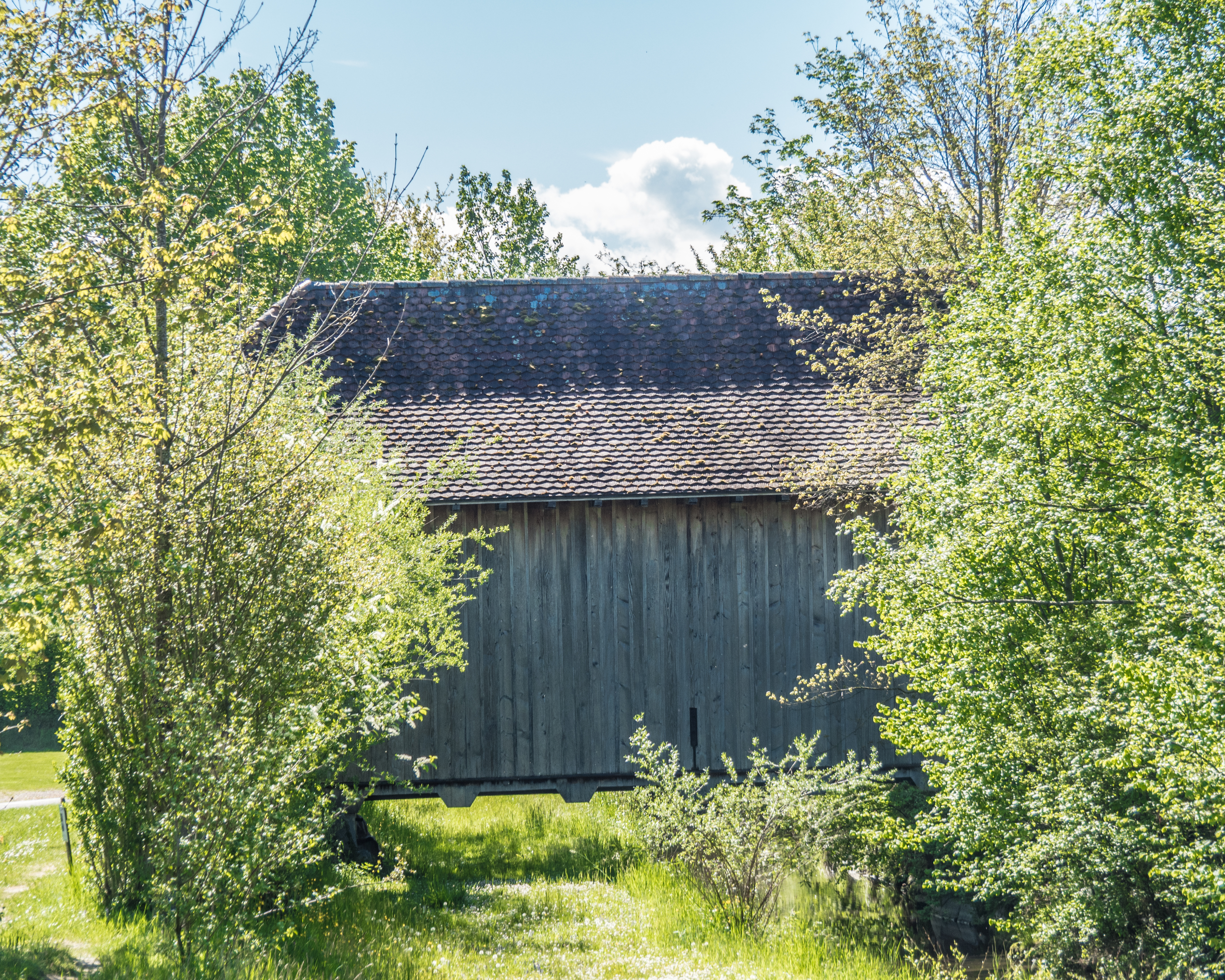
Oberwasserseitige Seitenansicht
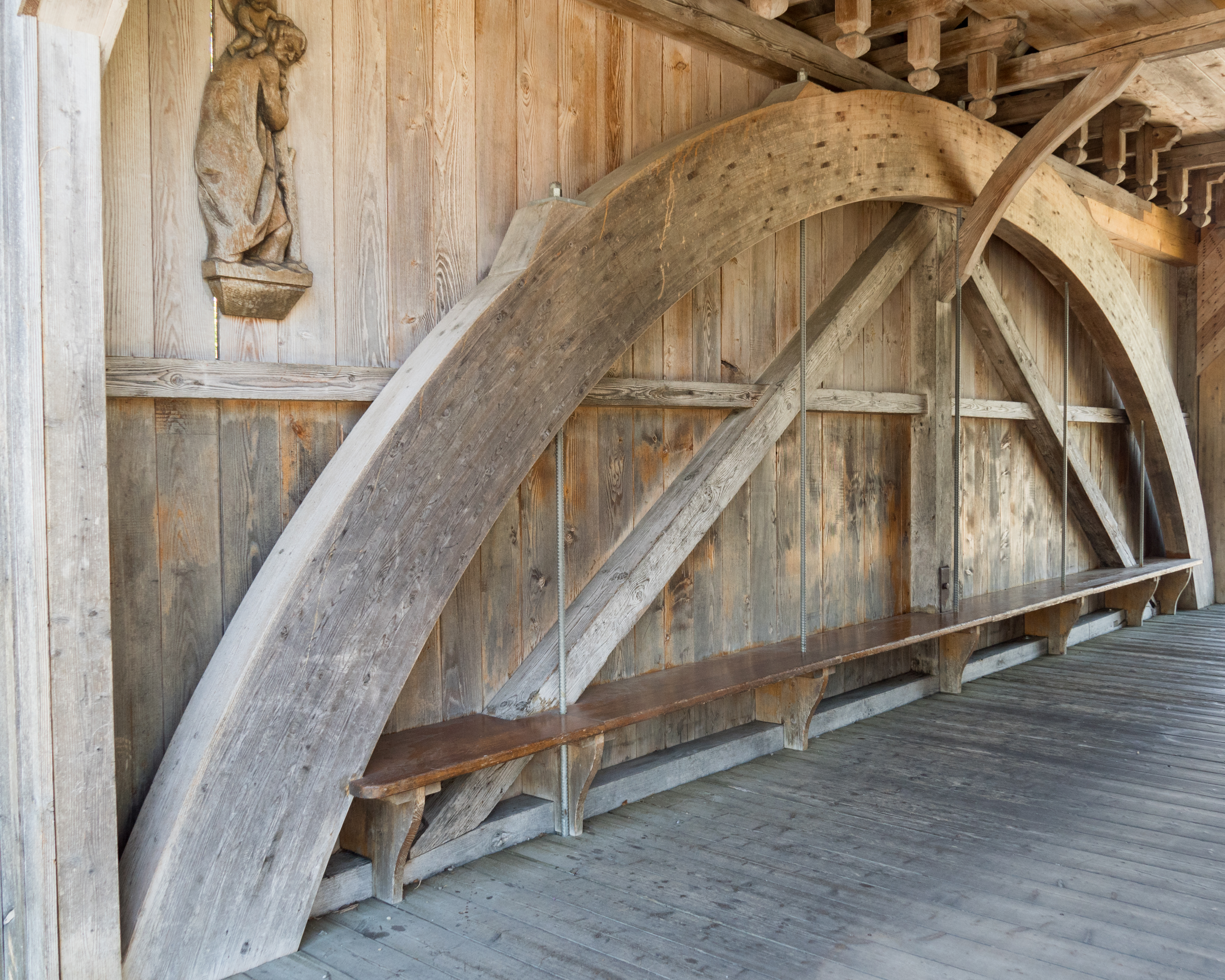
Innenansicht mit Sitzbank
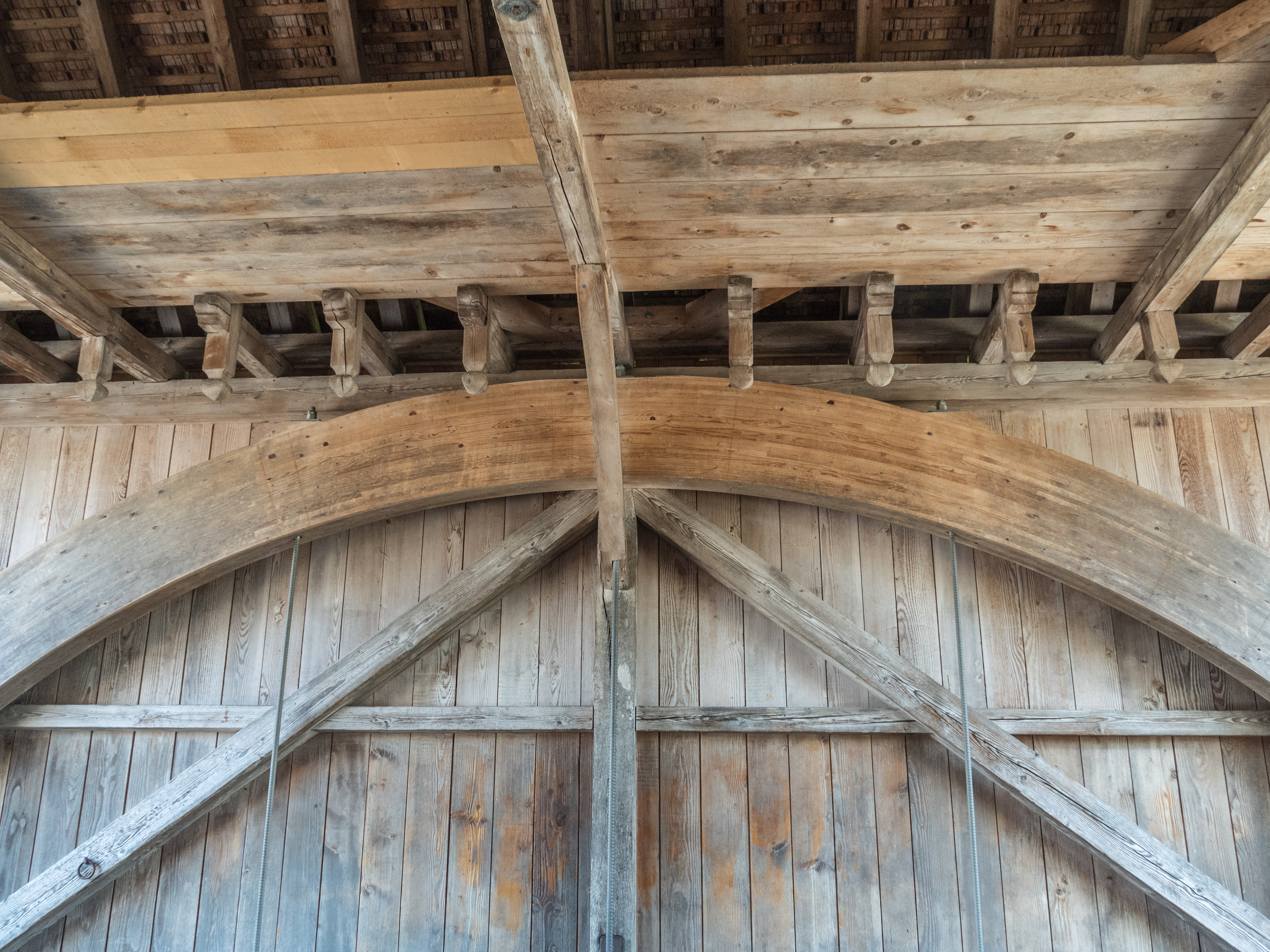
Innenansicht (Holzkonstruktion)
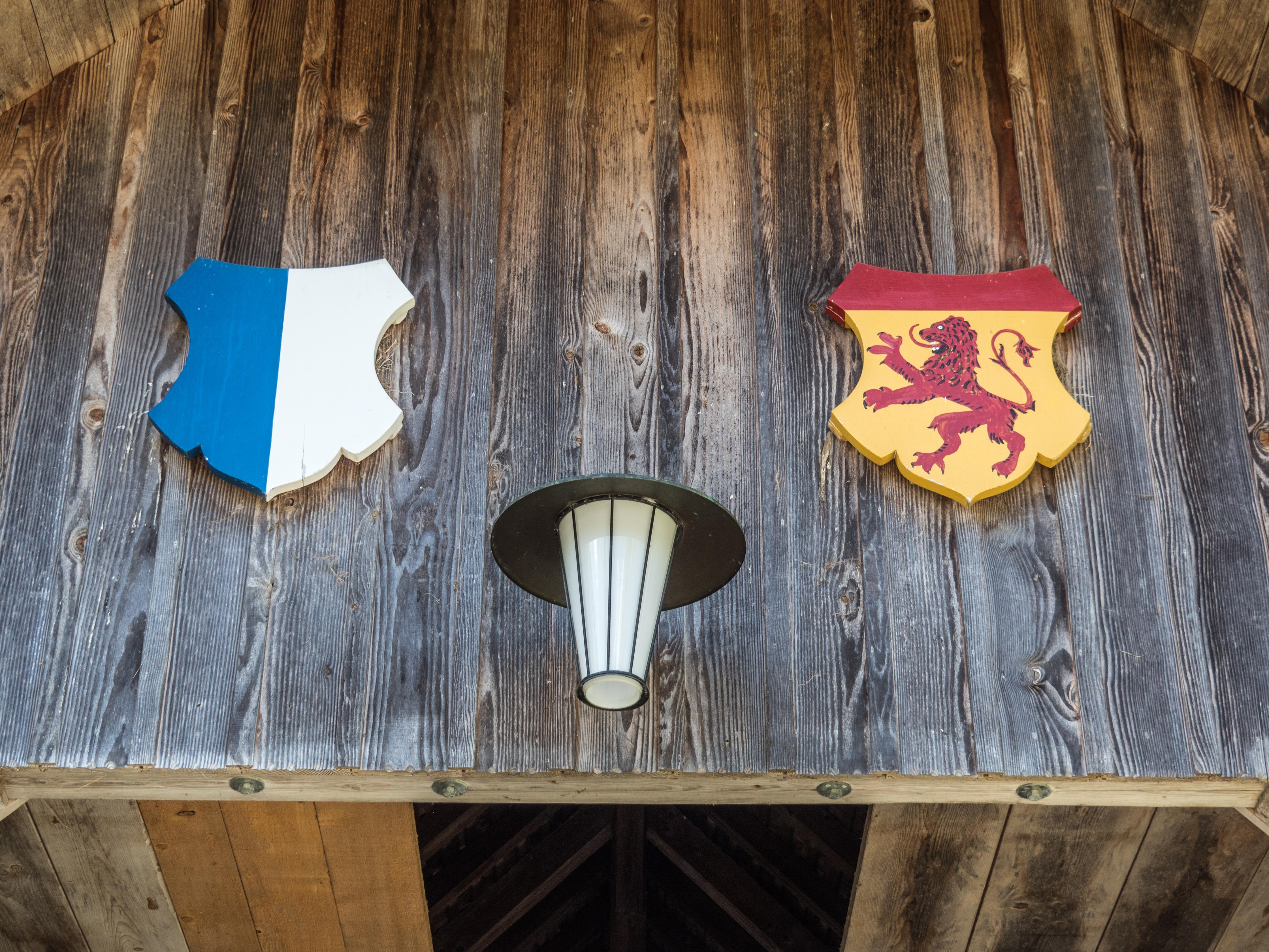
Wappenschilder von Luzern und Sempach mit Leuchte